# Liste des épisodes de Sanctuary
Cet article présente la liste des épisodes de la série télévisée canadienne Sanctuary.

## Websérie

### Webisodes (2007)
- Les webisodes ont été tournés entre le 3 janvier 2007 et le 31 janvier 2007 à Pont Studio. Ils ont ensuite été diffusés du 14 mars 2007 au 30 août 2007 sur internet.

1. (Webisode I)
2. (Webisode II)
3. (Webisode III)
4. (Webisode IV)
5. (Webisode V)
6. (Webisode VI)
7. (Webisode VII)
8. (Webisode VIII)

## Télévision

### Première saison (2008-2009)
1. Sanctuaire pour tous - 1re Partie (Sanctuary For All - Part One)
2. Sanctuaire pour tous - 2e Partie (Sanctuary For All - Part Two)
3. Les Trois Sœurs (Fata Morgana)
4. L'Affaire d'Austin (Folding Man)
5. Hallucinations (Kush)
6. Les Nubbins (Nubbins)
7. Les Cinq (The Five)
8. Edward (Edward)
9. Le Choix de Will (Requiem)
10. Les Gladiateurs (Warriors)
11. Instinct (Instinct)
12. Menace biologique - 1re Partie (Revelations - Part One)
13. Menace biologique - 2e Partie (Revelations - Part Two)

### Deuxième saison (2009-2010)
1. Renaissance - 1re Partie (End of Nights - Part One)
2. Renaissance - 2e Partie (End of Nights - Part Two)
3. L'Ultime Espoir (Eulogy)
4. Le Super-Héros (Hero)
5. Pavor nocturnus (Pavor Nocturnus)
6. Le Pleksidarsus (Fragments)
7. Veritas (Veritas)
8. Le Calamar et le Scorpion (Next Tuesday)
9. Pénitence (Penance)
10. Vampires (Sleepers)
11. Hanté (Haunted)
12. Le Culte de Kali - 1re Partie (Kali - Part One)
13. Le Culte de Kali - 2e Partie (Kali - Part Two)

### Troisième saison (2010-2011)
1. Le Culte de Kali - 3e Partie (Kali - Part Three)
2. Message de l’au-delà (Firewall)
3. L’Hôte (Bank Job)
4. Traces de sang (Trail of Blood)
5. Le Costume de Walter (Hero II: Broken Arrow)
6. Les Lycans (Animus)
7. Le Survivant (Breach)
8. Docteur Jekyll et Mister Hyde (For King and Country)
9. La Clé de voûte (Vigilante)
10. Voyage au centre de la Terre (The Hollow Men)
11. Kanaan (Pax Romana)
12. Gueule de bois (Hangover)
13. L’Antidote (One Night)
14. La Métamorphose (Metamorphosis)
15. Travail d’équipe (Wingman)
16. Le Réveil (Awakening)
17. Le Débarquement allié (Normandy)
18. Carentan (Carentan)
19. Hallucination (Out of the Blue)
20. Le Débarquement de phénomènes (Into the Black)

### Quatrième saison (2011)
1. Voyage dans le temps (Tempus)
2. L'Insurrection (Uprising)
3. Les Incorruptibles (Untouchable)
4. La Saison des moussons (Monsoon)
5. Changement de camp (Resistance)
6. Les Liens du cœur (Homecoming)
7. Le Brise-glace (Icebreaker)
8. Rhapsodie (Fugue)
9. Réalité virtuelle (Chimera)
10. Acolyte (Acolyte)
11. Les Profondeurs (The Depths)
12. La Patrie - 1re Partie (Sanctuary For None - Part One)
13. La Patrie - 2e Partie (Sanctuary For None - Part Two)